# Engelbert I, Conte de Gorizia
Engelbert I (d.c.14 decembrie 1122/1123) care aparține începuturilor Casei de Gorizia, a fost conte palatin de Bavaria, advocatus (în germană Vogt) în Millstatt și fratele mai mare al contelui Meinhard I de Gorizia. 

## Biografie
Mama lui Engelbert a fost probabil Luitgarda, o fiică a fondatorilor Abației benedictine din Millstatt (fondată în 1070/1077): contele palatin Aribo al II-lea de Bavaria, soția sa Luitgarda (din familia Siegharding) și fratele său Botho. Pe 27 martie 1122 papa Calixt al II-lea menționează că Abația Millstatt a fost construită de strămoșii/părinții („a suis parentibus”) contelui palatin Engelbert (I).
Tatăl fraților Engelbert I și Meinhard I a fost probabil Meginhard (Meinhard) al III-lea (d.c. 1090), conte în Pustertal și Lurngau, din familia Siegharding. Numele Meinhard și Engelbert, date conducătorilor din Casa de Gorizia, apăreau frecvent la Sieghardingi, dar nu la Ariboni. 
Engelbert I și Meinhard I de Gorizia sunt menționați împreună ca frați o singură dată într-un document emis de Ulrich, patriarhul de Aquileia, pentru mănăstirea Beligna (c. 1120/1121). Deoarece Engelbert era cu aproximativ 15 ani mai mare, se presupune, de asemenea, că Meinhard I era un frate vitreg provenind dintr-o altă căsătorie a lui Meginhard al III-lea. O descendență fără echivoc a celor doi frați pe baza documentelor nu a putut fi stabilită până în prezent.
În 1206 Engelbert este menționat ca proprietar al cetății Moosburg din Carintia. Probabil că Engelbert l-a moștenit pe contele palatin bavarez prin Ariboni (bunicul său fiind Aribo al II-lea). Întrucât nicio sursă despre Engelbert nu menționează titlul de conte palatin cu o referire teritorială, istoricul Christof Paulus a concluzionat prudent în investigațiile sale din 2007 că Engelbert I „a fost foarte probabil conte palatin în Bavaria”. Pe 27 martie 1122 papa Calixt al II-lea a luat sub protecția sa călugării Abației Millstatt, după ce contele palatin Engelbert a încredințat-o Bisericii Romane. Papa Calixt al II-lea îl intitula „Conte Palatin”, deși într-o donație a împăratului Henric al V-lea făcută pe 25 martie 1121 apare sigur pentru prima dată Otto al IV-lea de Wittelsbach în calitate de „conte palatin bavarez”. În jurul anului 1137 Engelbert al II-lea de Gorizia, nepotul lui Engelbert I, este menționat ca advocatus (vogt) al Abației Millstatt.
Contele palatin Engelbert I trebuie să fi murit în 1122 sau 1123. În necrologul mănăstirii Admont moartea sa este consemnată pe 13 decembrie, în Millstatt pe 14 decembrie, iar în Seeon pe 15 decembrie. Nu se cunosc căsătorii sau copiii legitimi ai contelui Engelbert I. Așadar, strămoșul tuturor conților de Gorizia de mai târziu este considerat contele Meinhard I de Gorizia. În toată această constelație de presupuneri și concluzii nesigure, o incertitudine suplimentară a fost cauzată de o notă nedatată din Traditionscodex (Codexul tradițional) al Abației benedictine din Michaelbeuren, care se referă la o fiică nelegitimă a lui „palatinus comes Engelbertus” cu o concubină. Nașterea acestei fiice a fost atribuită cu aproximație anului 1145 de istoricul Willibald Hauthaler în cartea certificatelor (Urkundenbuch) din Salzburg. Hermann Wiesflecker a suprascris deci actele lui Engelbert al II-lea de Gorizia atribuindu-i acestuia titlul discutabil de „conte palatin”. Nota nedatată face referire la două acte juridice emise la distanță semnificativă de timp, iar fiica nelegitimă poate fi cu mare probabilitate atribuită contelui palatin Engelbert I. De asemenea, ar fi neobișnuit ca Engelbert al II-lea de Gorizia (menționat din 1132 până în jurul anului 1189) să apară deodată cu titlul de „Conte Palatin” într-o singură sursă în jurul anului 1145. 